# Aberaeron
Aberaeron (z velšského Aberaeron, to znamená "ústí řeky Aeron") je přímořské letovisko v kraji Ceredigion, Walesu. Nachází se mezi Aberystwythem a Cardiganem. V roce 2001 byl počet obyvatel 1520.

## Historie
Současné město bylo postaveno roku 1805 Albanem Thomasem Jonesem Gwynnem a bylo provozováno jako přístav. Podpořilo lodní průmysl v 19. století. Řemesla jsou důležitou součástí vesnického života. Informace zaznamenané v obchodních adresářích ukazují, že v roce 1830, ačkoli zde ještě nebyl přístav, pracoval v Aberaeronu výrobce vlněných výrobků, obuvník, pekař, mlynář, kovář a výrobce lopat, dva výrobci lodí, tesař a kloboučník.

## Galerie

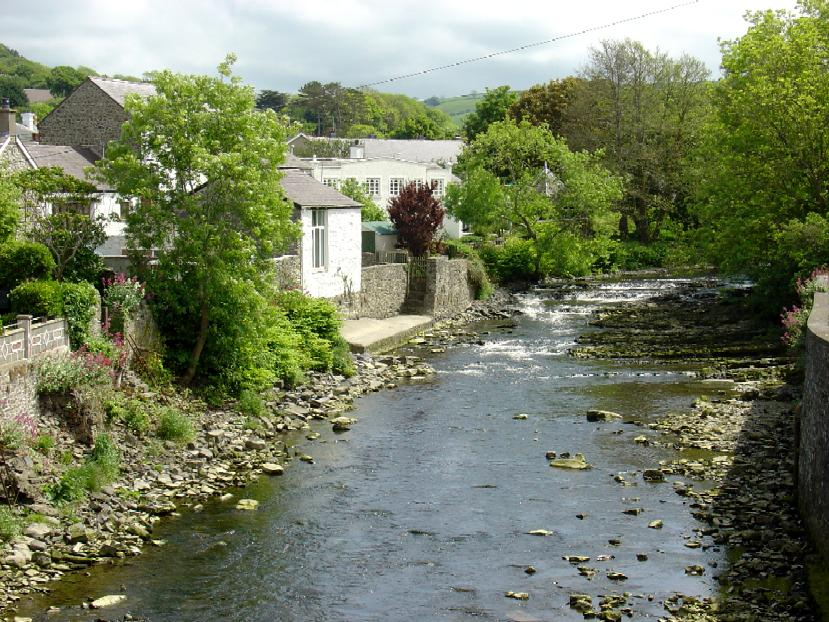
Řeka Aeron
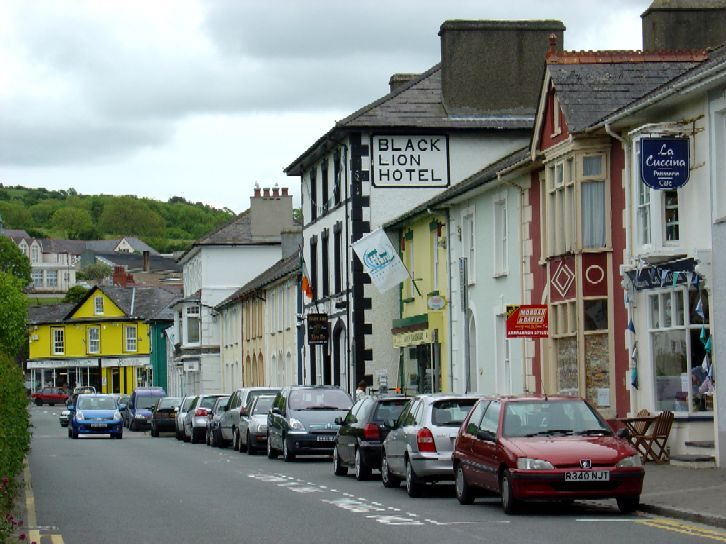
Hotel Black Lion
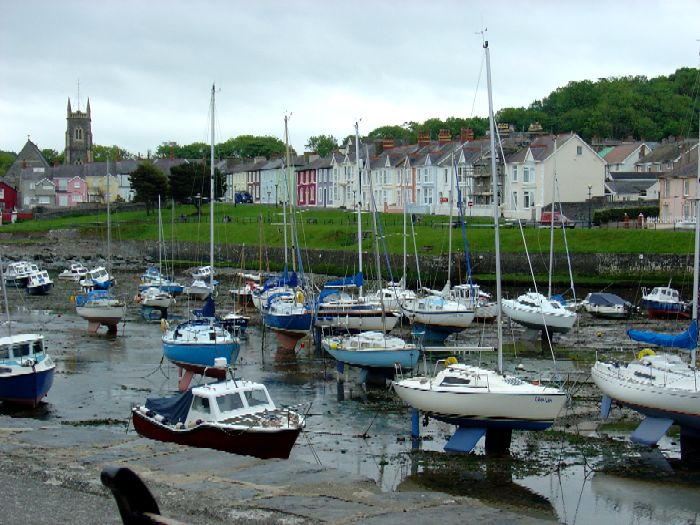
Přístav za odlivu
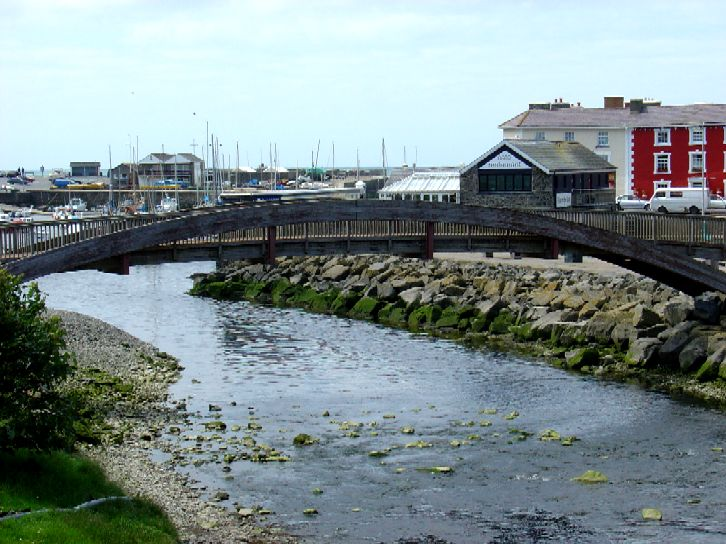
Lávka přes Aeron
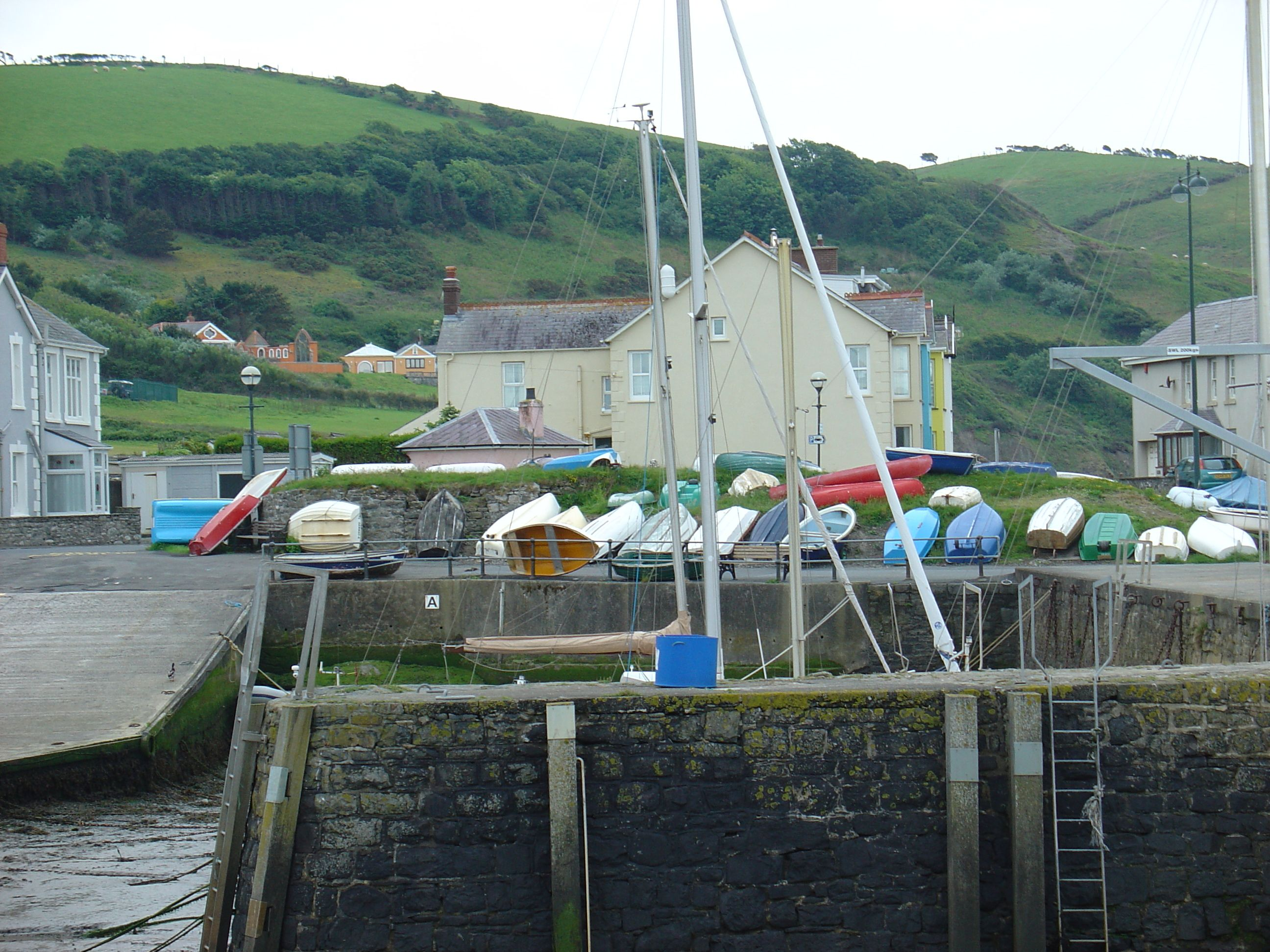
Přístav a kopce
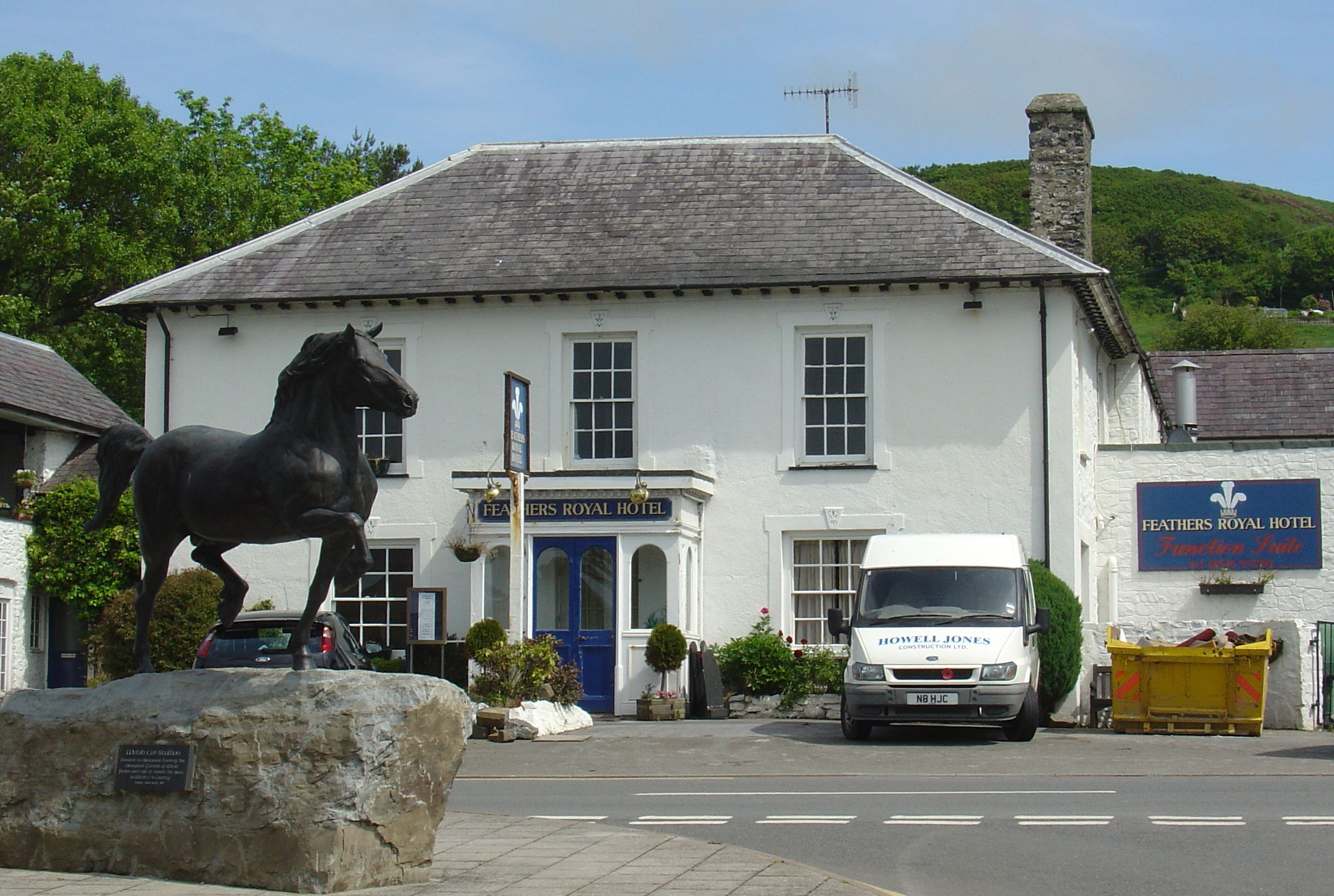
Hotel Feathers Royal (bývalý zájezdní hostinec)
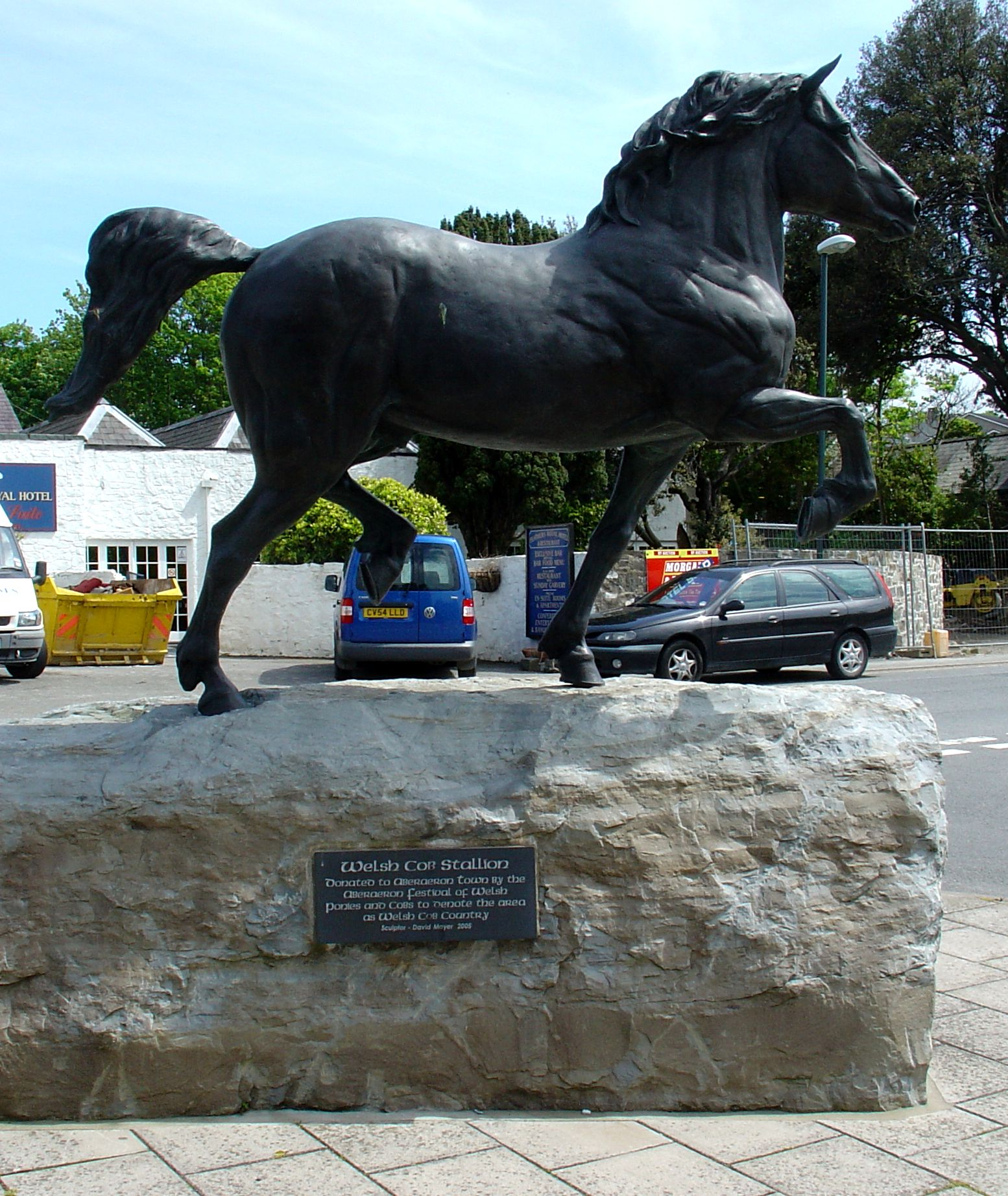
Socha
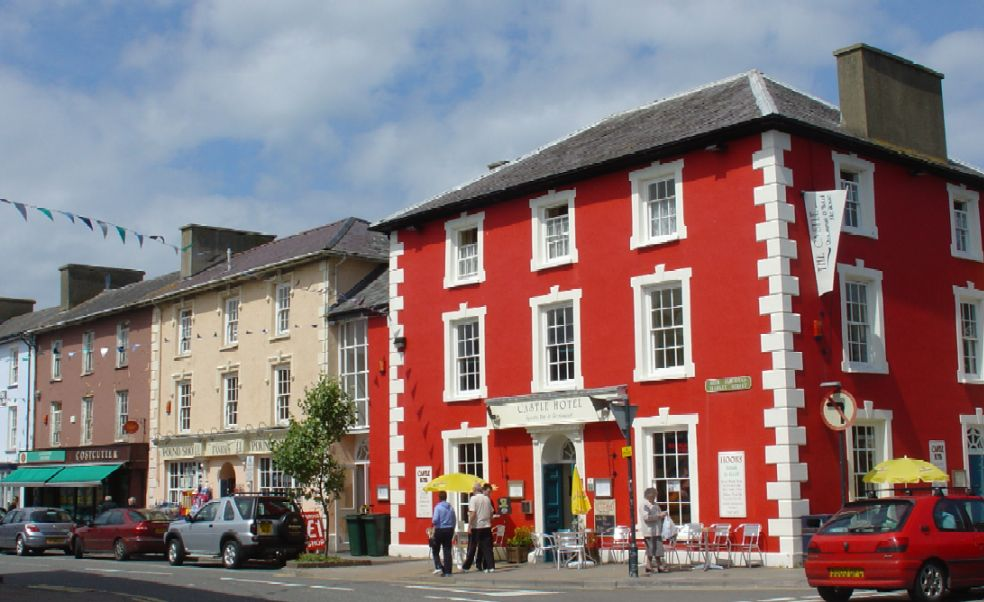
Hotel Castle a Market Street
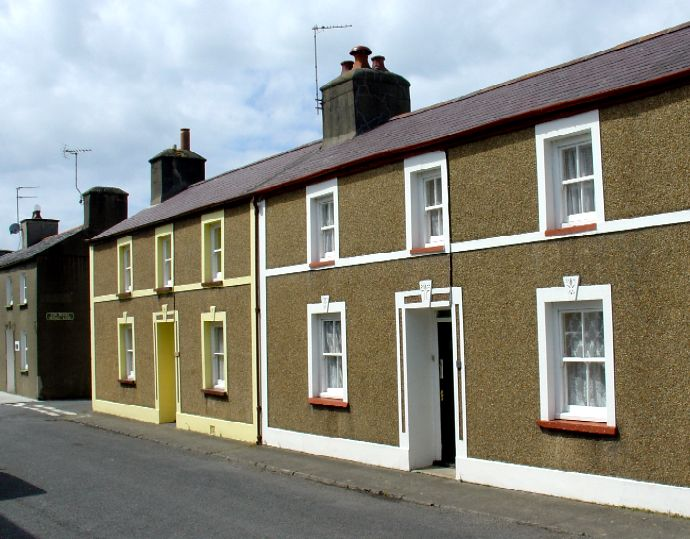
Georgiánské domy
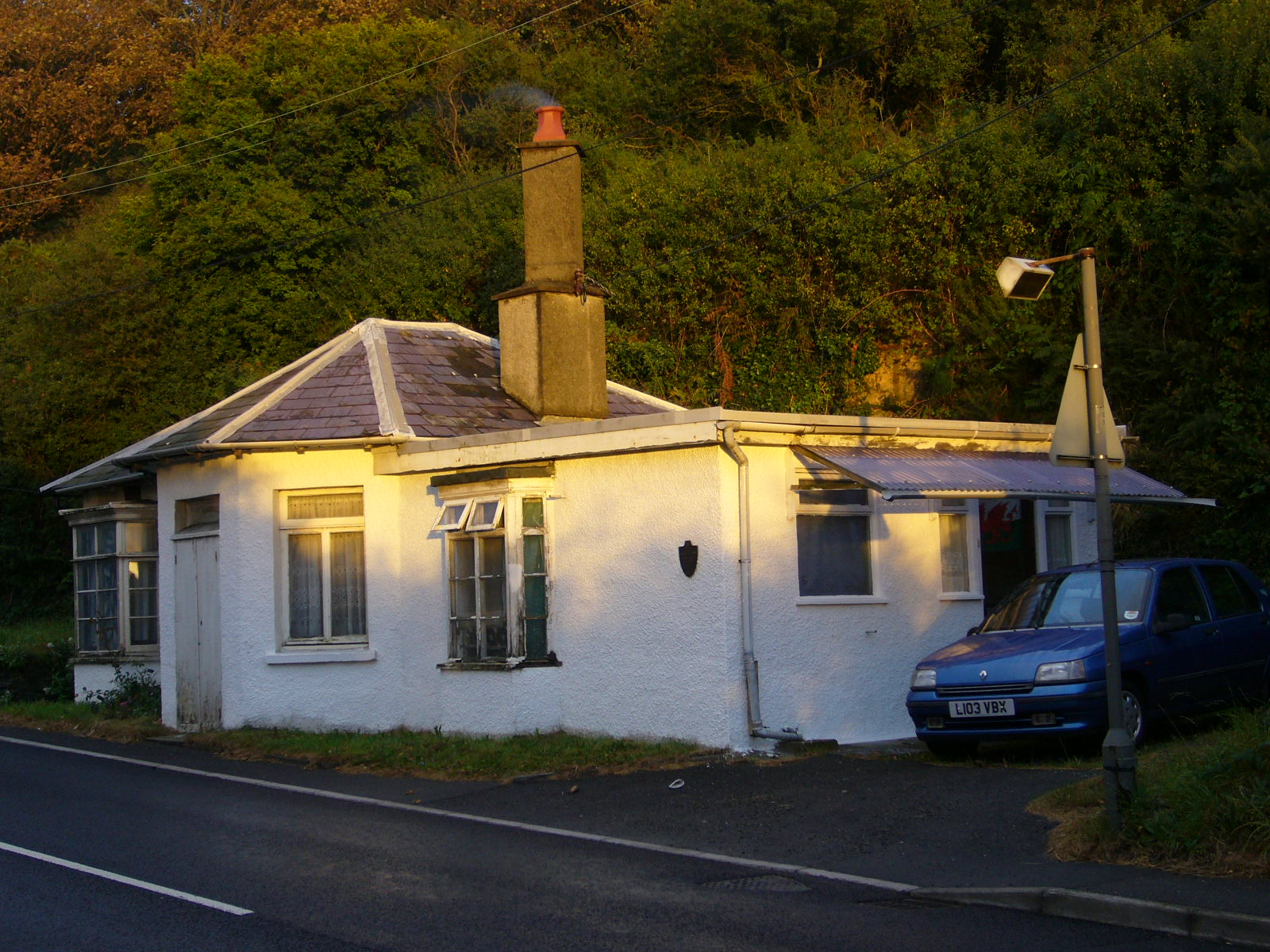
Northgate Toll House, č. 1785
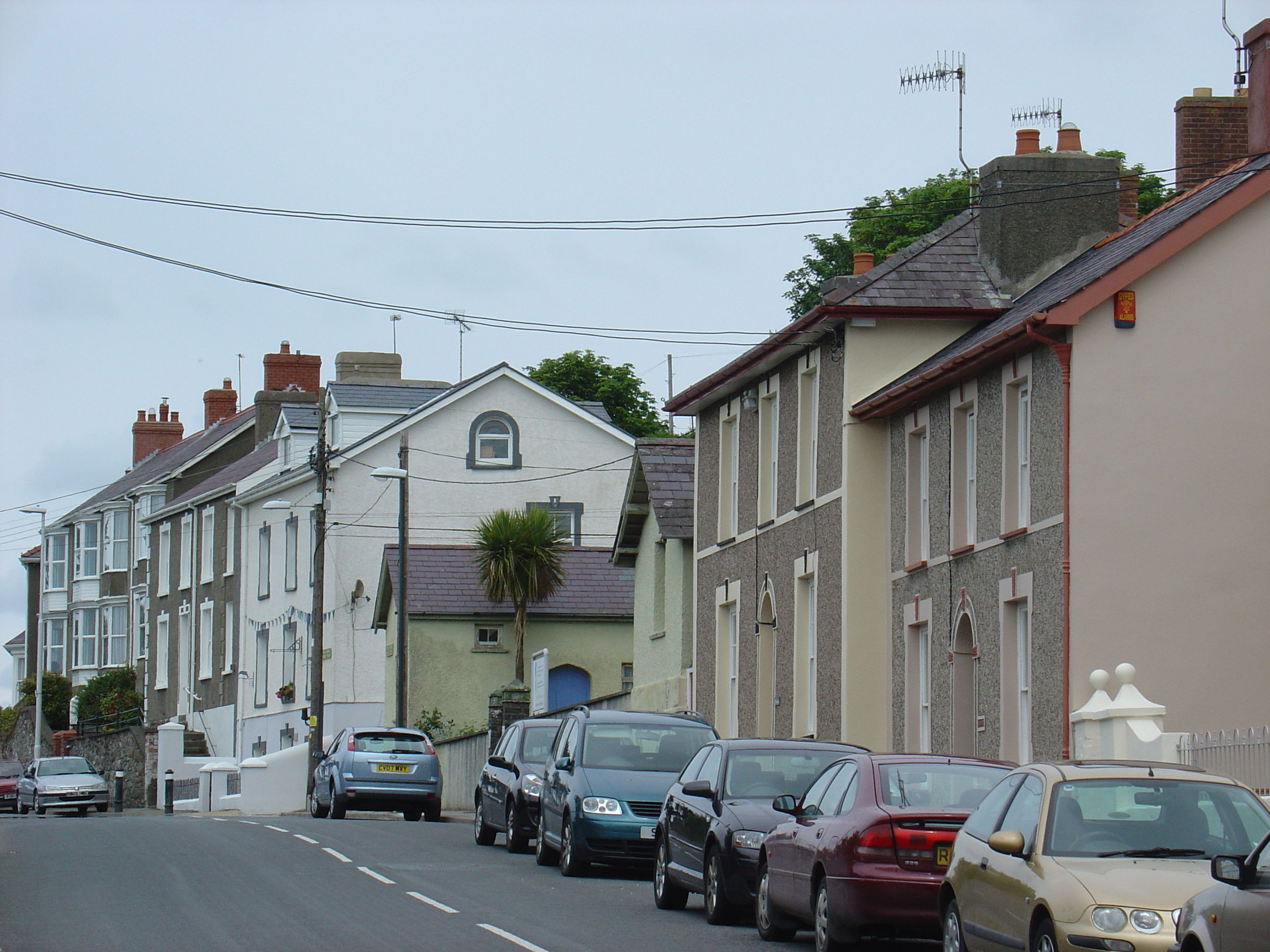
Prince's Avenue